# Aeroport de Lumbala
L'aeroport de Lumbala (codi IATA: GGC, codi OACI: FNBL) és un aeroport que serveix Lumbala N'guimbo a la província de Moxico a Angola.